# Gazmend Zajmi
Gazmend Zajmi (ur. 20 czerwca 1936 w Krumë, zm. 10 marca 1995 w Zagrzebiu)  – jugosłowiański i kosowski prawnik oraz politolog, prezes Akademii Nauk i Sztuk Kosowa od 1994 do swojej śmierci w 1995 roku.

## Życiorys
Ukończył szkołę podstawową i średnią w Prizrenie. Odbył w Belgradzie studia z zakresu prawa i politologii, w 1972 roku obronił doktorat. Pracował jako sędzia Sądu Rejonowego w Prizrenie, w 1979 roku został wybrany na rektora Uniwersytetu w Prisztinie. W 1981 roku wziął udział w protestach w Kosowie, w związku z czym został zawieszony na swoim stanowisku.
W 1994 roku został prezesem Akademii Nauk i Sztuk Kosowa, zmarł 10 marca 1995 roku w Zagrzebiu.